# Eleocharis wilkensii
Eleocharis wilkensii är en halvgräsart som beskrevs av Alfred Ernest Schuyler. Eleocharis wilkensii ingår i släktet småsäv, och familjen halvgräs. Inga underarter finns listade i Catalogue of Life.